# 爲永ゆう
爲永 ゆう（ためなが ゆう）は、日本の漫画家。

## 人物
高校時代に週刊少年マガジンで2回漫画賞を受賞している。
瀬尾公治のアシスタントを務めていたが、『ヌードファイター柚希』の作風があまりにもハレンチすぎるとして、3巻のオビのコメントで「破門」宣告を受けた。

## 作品リスト

### 連載
- マリと子犬の物語（短期集中連載、原作：桑原眞二・大野一興、週刊少年サンデー 2007年38号 - 45号、小学館）
- ヌードファイター柚希（モバMAN、2009年9月25日 - 完結、小学館）

### 読切
- ビフィズス（少年サンデー特別増刊R 2004年12月25日号）
- 嗚呼!! 農業高校畜産科（週刊少年サンデー超 2005年3月25日号）
- 解脱戦隊ヨガレンジャー（週刊少年サンデー超 2005年5月25日号）
- ジジセン（週刊少年サンデー超 2006年5月25日号）
- ベルナのしっぽ（週刊少年サンデー超 2006年7月25日号）
- 飛べ!!ハミングバード（週刊少年サンデー超 2006年9月25日号）
- ネイキッドモンキー柚希（週刊少年サンデー 2007年17号）
- ゲリラにKISS（週刊少年サンデー超 2008年9月24日号）

## 師匠
- 瀬尾公治